# シモン・バル＝ヨハイ
シムオーン・バル＝ヨーハイ（Šimə‘ôn bar-Yôcha'i）は、2世紀のタンナーイームであり、アキバ・ベン・ヨセフの弟子である。バル＝ヨハイはアラム語だが、ヘブライ語でベン＝ヨハイともいわれる。
カバラー主義者によると、ゾーハル（聖書注解書）の著者とされる。
イスラエル北部・メロンに伝説上墓とされるものがあり、オーメルの33日（ラグ・バー＝オーメル）が命日とされるため、オーメルの33日には墓において盛大な祝祭が催される。これを、ヒッルーラー・デラッビー・シムオーン・バル＝ヨーハイという。